# Wolmaransstad
Wolmaransstad este un oraș din Africa de Sud.